# Landgericht Regen
Das Landgericht Regen war ein von 1803 bis 1879 bestehendes bayerisches Landgericht (älterer Ordnung) mit Sitz in der Stadt Regen.

## Geschichte
Das Gebiet des heutigen Landkreises Regen mit den Städten Regen und Viechtach gehörte schon vor 1800 zu Bayern. 1803 wurden die Landgerichte Regen und Viechtach errichtet. Das Landgericht Viechtach gehörte zunächst zum Regenkreis, ab 1810 zum Unterdonaukreis, zu dem das Landgericht Regen bereits vorher gehörte. 1838 wurde der Unterdonaukreis in Niederbayern umbenannt. Mit der Trennung von Verwaltung und Rechtsprechung im Königreich Bayern im Jahr 1862 wurde aus den beiden Landgerichten jeweils ein Bezirksamt gebildet.
Mit Inkrafttreten des Gerichtsverfassungsgesetzes am 1. Oktober 1879 wurde neben dem Amtsgericht Viechtach auch das Amtsgericht Regen gebildet, dessen Sprengel identisch mit dem vorherigen Landgerichtsbezirk Regen war und demzufolge aus den Gemeinden Abtschlag, Bärndorf, Bärnzell, Bayerisch Eisenstein, Bischofsmais, Bodenmais, Brandten, Eggenried, Ellerbach, Frauenau, Habischried, Hochdorf, Kasberg, Kirchberg im Wald, Kirchdorf im Wald, Klautzenbach, Langdorf, Lindberg, March, Oberneumais, Rabenstein, Raindorf, Regen, Rinchnach, Rinchnachmündt, Schlag, Zell und Zwiesel bestand.